# Köstlbach
Köstlbach ist ein Ortsteil des Marktes Postbauer-Heng im Oberpfälzer Landkreis Neumarkt in der Oberpfalz. 

## Geographie
Das Dorf liegt ungefähr 2 km südlich vom Hauptort Postbauer-Heng. Durch den Ort verläuft die Kreisstraße NM 24.